# Испанская синагога
Испанская синагога (чеш. Španělská synagoga, нем. Spanische Synagoge) — одна из синагог еврейского квартала Йозефов, достопримечательность города Праги. Своё название получила благодаря тому, что построена в неомавританском стиле, который ассоциировался с периодом господства мавров в Испании и часто использовался для возведения синагог на рубеже XIX—XX веков.

## История
Синагога построена в 1868 году по проекту архитекторов Войтеха Игнаца Ульмана и Йосефа Никласа. Строительство синагоги пришлось на период масштабной реконструкции еврейского квартала. Синагога была выстроена на месте старейшей синагоги города Праги, т. н. «Альтшуль», которая перед этим была снесена. Здание получило мавританское убранство фасадов и чрезвычайно сложную отделку интерьера в том же стиле, создание которой заняло долгое время. В 1935 году к синагоге был пристроен дополнительный корпус.
В годы Второй мировой войны в синагоге хранилось имущество, конфискованное у евреев. Через десять лет после войны синагога была передана Еврейскому музею Праги и капитально отреставрирована в 1958—1959 годах. После Бархатной революции зданию потребовался новый ремонт, который был завершен к 1998 году.
Сегодня в испанской синагоге размещена небольшая музейная экспозиция, проходят и светские мероприятия (органные концерты).

## Галерея

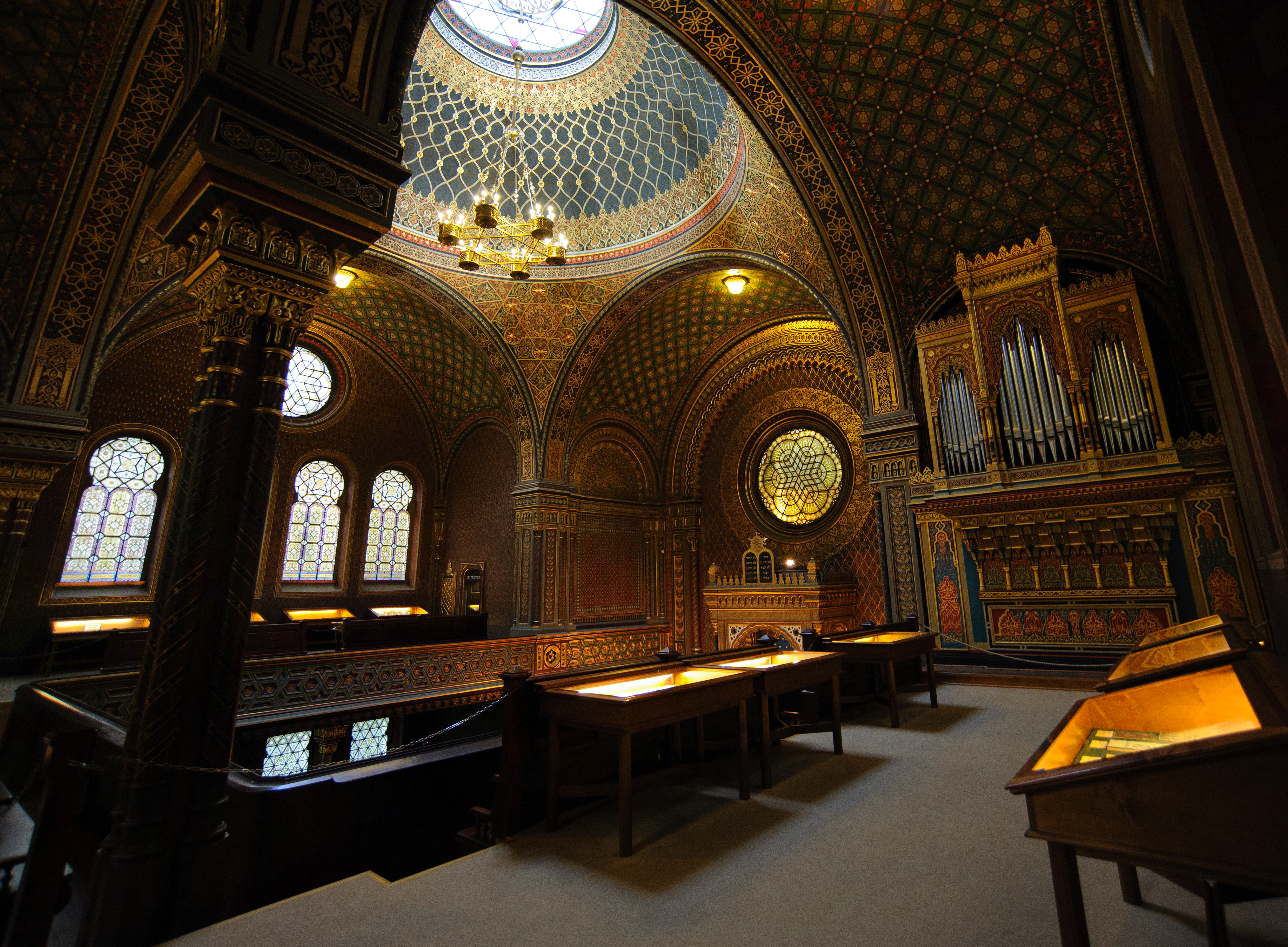
Интерьер
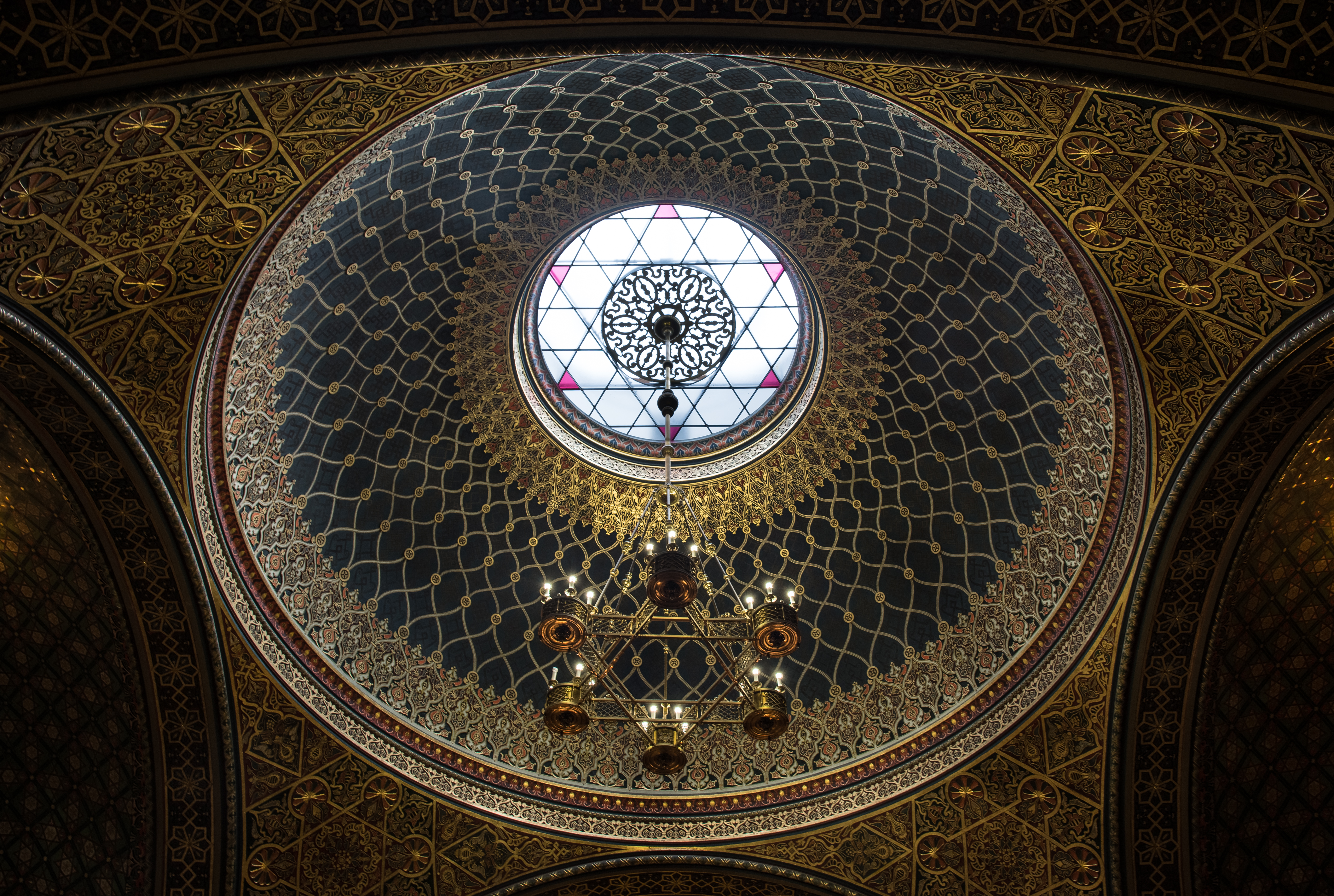
Купол
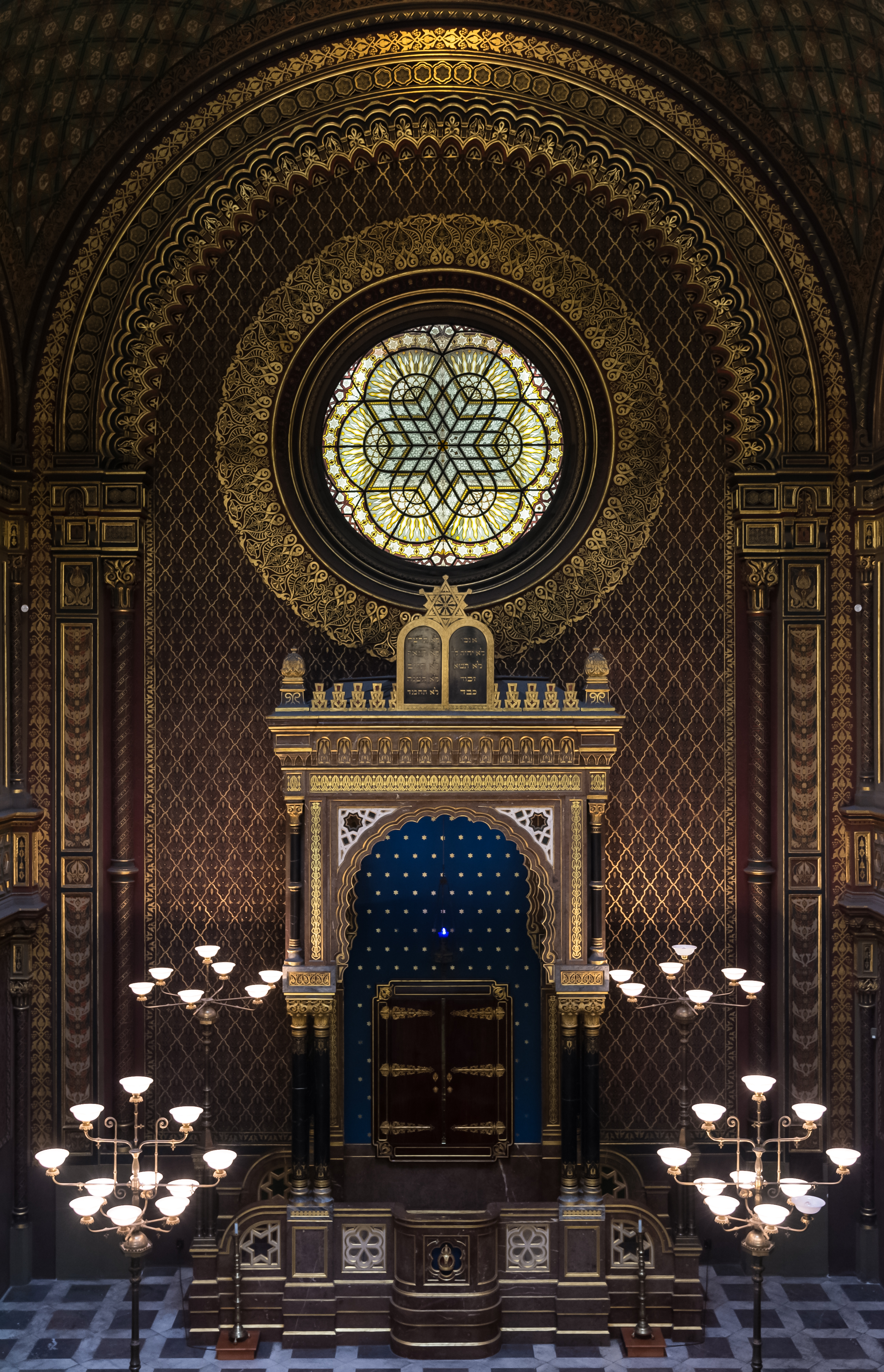
Вима и синагогальный ковчег.
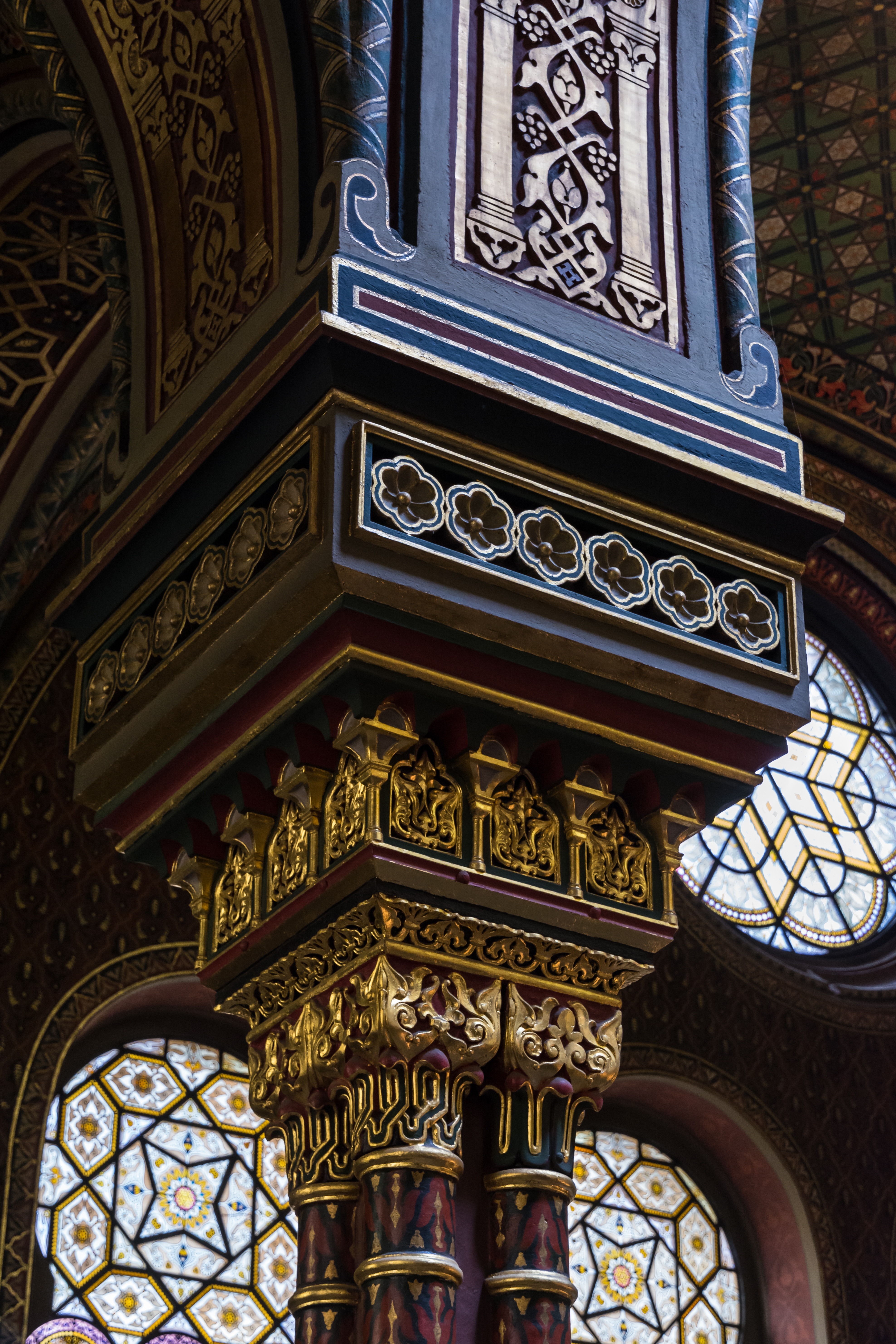
Капитель
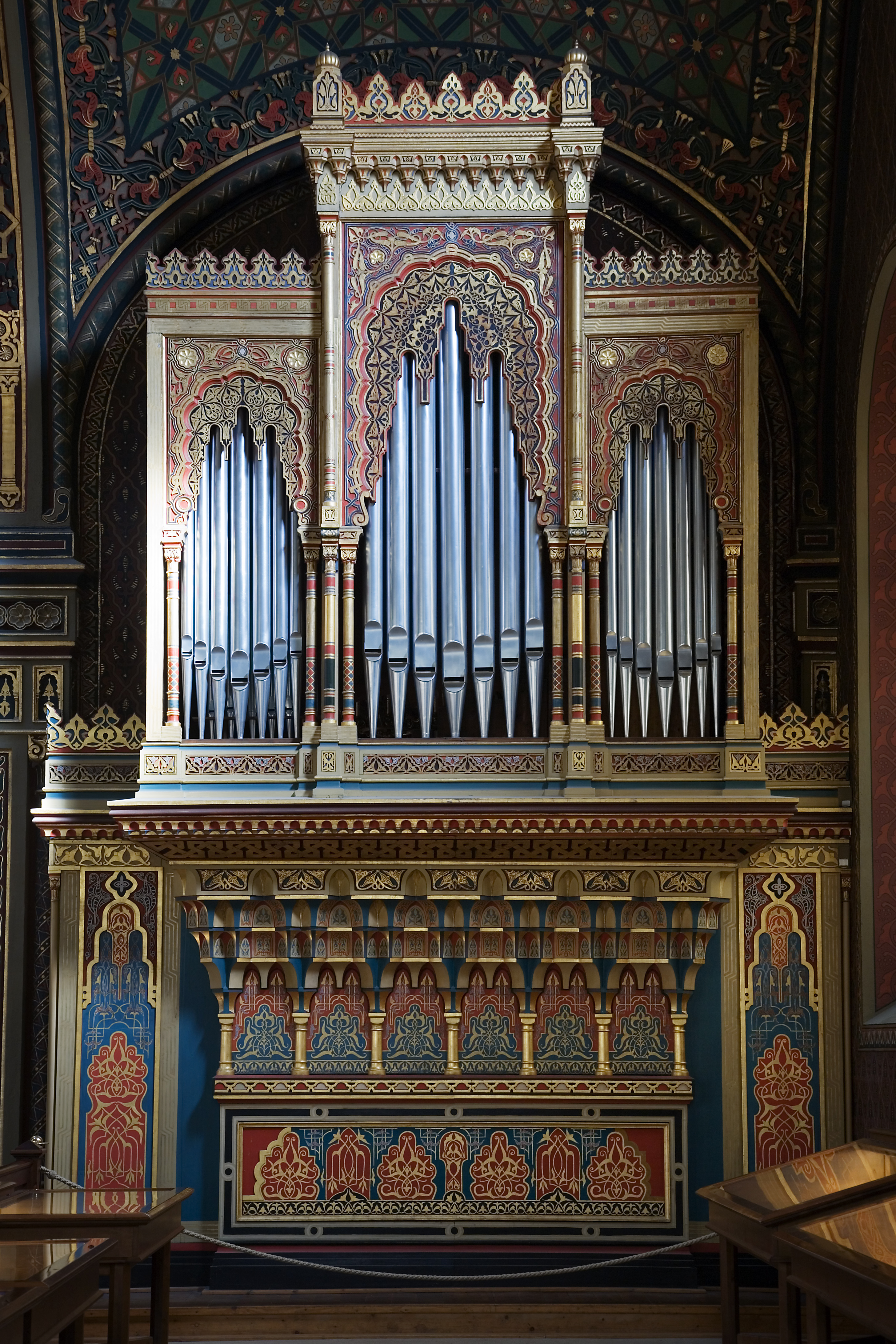
Орган